# Grønlands regeringer
Grønlands regeringer kaldes Naalakkersuisut eller Grønlands Landsstyre. De ledes af en formand som udpeger medlemmerne af Naalakkersuisut. Landstinget blev oprettet i 1979 da Grønland fik hjemmestyre og fortsatte med navnet Naalakkersuisut under Grønlands Selvstyre fra 2009.

## Grønlands Landsstyre under hjemmestyreordningen 1979-2009
| Nr. | Regering                | Formand            | Tiltrådt           | Fratrådt           | Partier                            | Valg |
| --- | ----------------------- | ------------------ | ------------------ | ------------------ | ---------------------------------- | ---- |
| 1   | Jonathan Motzfeldt I    | Jonathan Motzfeldt | 7. maj 1979        | 2. maj 1983        | Siumut                             | 1979 |
| 2   | Jonathan Motzfeldt II   | Jonathan Motzfeldt | 2. maj 1983        | 17. juni 1984      | Siumut                             | 1983 |
| 3   | Jonathan Motzfeldt III  | Jonathan Motzfeldt | 17. juni 1984      | 9. juni 1987       | Siumut, Inuit Ataqatigiit          | 1984 |
| 4   | Jonathan Motzfeldt IV   | Jonathan Motzfeldt | 9. juni 1987       | 7. juni 1988       | Siumut, Inuit Ataqatigiit          | 1987 |
| 5   | Jonathan Motzfeldt V    | Jonathan Motzfeldt | 7. juni 1988       | 17. marts 1991     | Siumut                             | 1987 |
| 6   | Lars Emil Johansen I    | Lars Emil Johansen | 17. marts 1991     | 4. april 1995      | Siumut, Inuit Ataqatigiit          | 1991 |
| 7   | Lars Emil Johansen II   | Lars Emil Johansen | 4. april 1995      | 19. september 1997 | Siumut, Atassut                    | 1995 |
| 8   | Jonathan Motzfeldt VI   | Jonathan Motzfeldt | 19. september 1997 | marts 1999         | Siumut, Atassut                    | 1995 |
| 9   | Jonathan Motzfeldt VII  | Jonathan Motzfeldt | marts 1999         | 7. december 2001   | Siumut, Inuit Ataqatigiit          | 1999 |
| 10  | Jonathan Motzfeldt VIII | Jonathan Motzfeldt | 7. december 2001   | 14. december 2002  | Siumut, Atassut                    | 1999 |
| 11  | Hans Enoksen I          | Hans Enoksen       | 14. december 2002  | 20. januar 2003    | Siumut, Inuit Ataqatigiit          | 2002 |
| 12  | Hans Enoksen II         | Hans Enoksen       | 20. januar 2003    | 13. september 2003 | Siumut, Atassut                    | 2002 |
| 13  | Hans Enoksen III        | Hans Enoksen       | 13. september 2003 | 1. december 2005   | Siumut, Inuit Ataqatigiit          | 2002 |
| 14  | Hans Enoksen IV         | Hans Enoksen       | 1. december 2005   | 1. maj 2007        | Siumut, Inuit Ataqatigiit, Atassut | 2005 |
| 15  | Hans Enoksen V          | Hans Enoksen       | 1. maj 2007        | 12. juni 2009      | Siumut, Atassut                    | 2005 |

Kilde: Landsstyre og Naalakkersuisut gennem tiderne. Opgørelse over medlemmer af Landsstyre og Naalakkersuisut fra den 7. maj 1979 til den 27. september 2021.

## Naalakkersuisut under Grønlands selvstyre
| Nr. | Regering              | Formand               | Tiltrådt          | Fratrådt          | Partier                                                                   | Valg |
| --- | --------------------- | --------------------- | ----------------- | ----------------- | ------------------------------------------------------------------------- | ---- |
| 16  | Kuupik Kleist         | Kuupik Kleist         | 12. juni 2009     | 5. april 2013     | Inuit Ataqatigiit, Demokraterne, Kattusseqatigiit Partiiat                | 2009 |
| 17  | Aleqa Hammond I       | Aleqa Hammond         | 5. april 2013     | 5. november 2013  | Siumut, Atassut, Partii Inuit                                             | 2013 |
| 18  | Aleqa Hammond II      | Aleqa Hammond         | 5. november 2013  | 1. oktober 2014   | Siumut, Atassut                                                           | 2013 |
| 19  | Kim Kielsen I         | Kim Kielsen           | 1. oktober 2014   | 12. december 2014 | Siumut                                                                    | 2013 |
| 20  | Kim Kielsen II        | Kim Kielsen           | 12. december 2014 | 27. oktober 2016  | Siumut, Atassut, Demokraterne                                             | 2014 |
| 21  | Kim Kielsen III       | Kim Kielsen           | 27. oktober 2016  | 15. maj 2018      | Siumut, Inuit Ataqatigiit, Partii Naleraq                                 | 2014 |
| 22  | Kim Kielsen IV        | Kim Kielsen           | 15. maj 2018      | 5. oktober 2018   | Siumut, Partii Naleraq (til 9. september 2018), Nunatta Qitornai, Atassut | 2018 |
| 23  | Kim Kielsen V         | Kim Kielsen           | 5. oktober 2018   | 9. april 2019     | Siumut, Atassut, Nunatta Qitornai,                                        | 2018 |
| 24  | Kim Kielsen VI        | Kim Kielsen           | 9. april 2019     | 29. maj 2020      | Siumut, Nunatta Qitornai                                                  | 2018 |
| 25  | Kim Kielsen VII       | Kim Kielsen           | 29. maj 2020      | 23. april 2021    | Siumut, Demokraatit (til 8. februar 2021), Nunatta Qitornai               | 2018 |
| 26  | Múte Bourup Egede I   | Múte Bourup Egede     | 23. april 2021    | 4. april 2022     | Inuit Ataqatigiit, Naleraq                                                | 2021 |
| 27  | Múte Bourup Egede II  | Múte Bourup Egede     | 5. april 2022     | 7. april 2025     | Inuit Ataqatigiit, Siumut                                                 | 2021 |
| 28  | Jens-Frederik Nielsen | Jens-Frederik Nielsen | 7. april 2025     |                   | Demokraterne, Inuit Ataqatigiit, Siumut, Atassut                          | 2025 |

Kilder: Landsstyre og Naalakkersuisut gennem tiderne. Opgørelse over medlemmer af Landsstyre og Naalakkersuisut fra den 7. maj 1979 til den 27. september 2021.